# Вила ди Серио
Вила ди Серио (итал. Villa di Serio) је насеље у Италији у округу Бергамо, региону Ломбардија.
Према процени из 2011. у насељу је живело 6404 становника. Насеље се налази на надморској висини од 280 м.

## Становништво
| 1931. | 1936. | 1951. | 1961. | 1971. | 1981. | 1991. | 2001. | 2011. |
| ----- | ----- | ----- | ----- | ----- | ----- | ----- | ----- | ----- |
| 2.062 | 2.012 | 2.412 | 2.884 | 3.383 | 3.952 | 5.162 | 5.837 | 6.620 |